# Elezioni europee del 1979 in Germania
Le elezioni europee del 1979 in Germania Ovest si sono tenute il 10 giugno.

## Risultati
| Liste  | Liste                                          | Gruppo | Voti       | %     | Seggi |
| ------ | ---------------------------------------------- | ------ | ---------- | ----- | ----- |
|        | Partito Socialdemocratico di Germania (SPD)    | SOC    | 11.370.045 | 40,83 | 35    |
|        | Unione Cristiano-Democratica di Germania (CDU) | PPE    | 10.883.085 | 39,08 | 34    |
|        | Unione Cristiano-Sociale in Baviera (CSU)      | PPE    | 2.817.120  | 10,12 | 8     |
|        | Partito Liberale Democratico (FDP)             | LD     | 1.662.621  | 5,97  | 4     |
|        | I Verdi (GRÜNEN)                               | -      | 893.683    | 3,21  | -     |
|        | Partito Comunista Tedesco (DKP)                | -      | 112.055    | 0,40  | -     |
|        | Partito Popolare Cristiano di Baviera (CBV)    | -      | 45.311     | 0,16  | -     |
|        | Partito Europeo del Lavoro (EAP)               | -      | 31.822     | 0,11  | -     |
|        | Partito di Centro Tedesco (Zentrum)            | -      | 31.367     | 0,11  | -     |
| Totale | Totale                                         | Totale | 27.847.109 |       | 81    |